# Muireann Nic Amhlaoibh

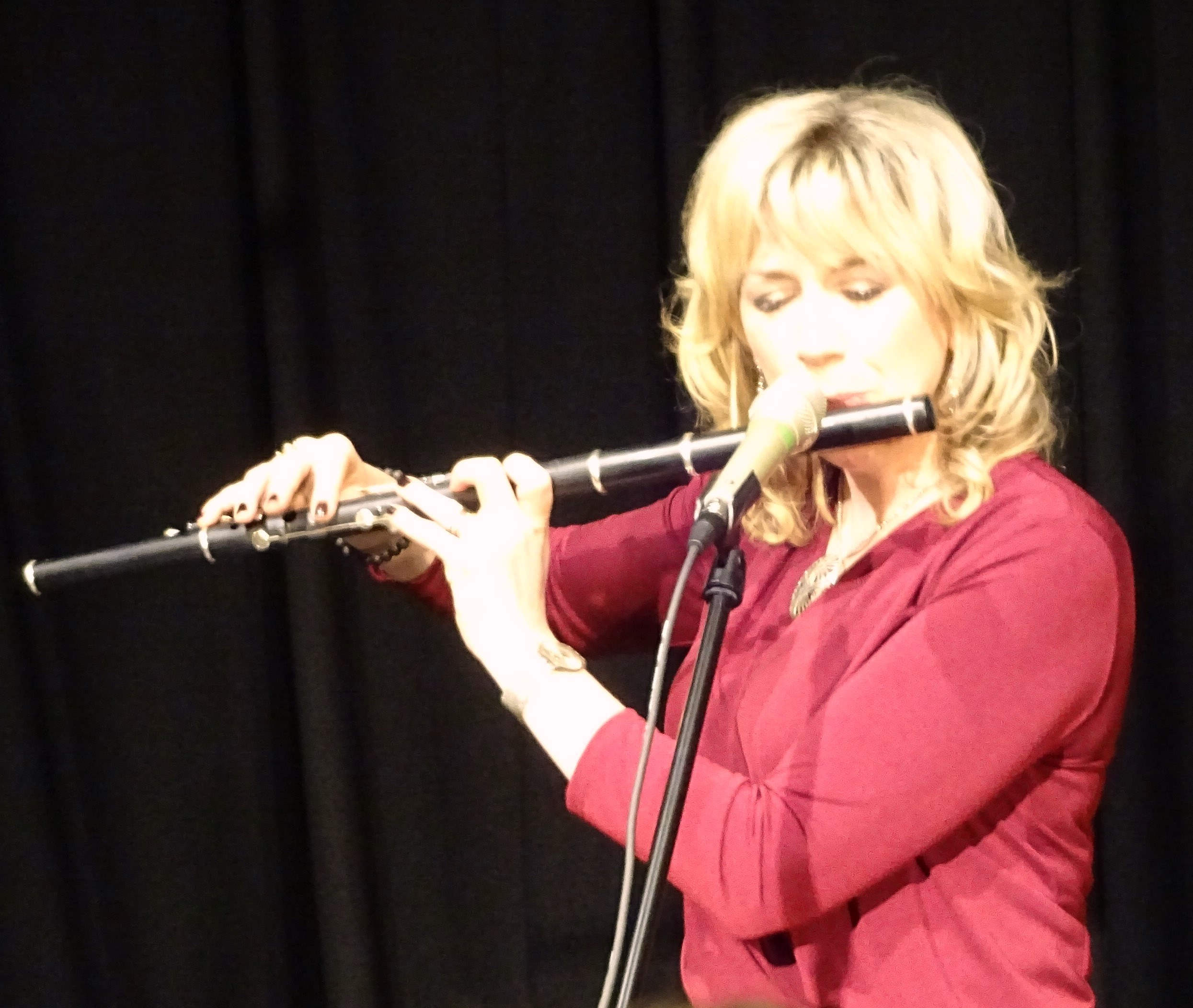
Muireann Nic Amhlaoibh in 2017

Muireann Nic Amhlaoibh (Araneilanden, 1978) is een Ierse zangeres en is geboren op een van de Araneilanden aan de westkust van Ierland, waar zij de eerste negen jaar van haar leven doorbracht. Op deze eilanden wordt voornamelijk Iers gesproken. Haar vader liet haar les nemen op de fluit, de tin-whistle en het zingen in de Sean-nós-stijl van liederen. Zij bezocht enige jaren Siamsa Tíre, the National Folk Theatre of Ireland en bezocht daarna een Art College in Dublin waar zij een diploma haalde. Haar hart ging echter toch uit naar de muziek en zij haalde in 2002 een graad aan de opleiding voor traditionele muziek aan de Universiteit van Limerick. Na met verschillende muzikanten en groepen te hebben opgetreden kwam zij in 2003 als zangeres terecht bij de bekende Ierse folkband Danú. Naast haar werk met Danú nam ze verschillende solo-albums op. In 2008 nam ze het album Dual op met Éamon Doorley en Julie Fowlis.

## Discografie
- The road less traveled - 2003
- Up in the air - 2003
- When all is Said And Done - 2004
- One Night Stand - 2004
- Ar Uair Bhig an Lae/The Small Hours - 2013
- Foxglove & Fuschia - 2017

- Library of Congress Control Number: no2001072232
- MusicBrainz: 4b311909-764b-4f07-bbb1-0b100cb21c77
- Virtual International Authority File: 21797116
- WorldCat: E39PBJtCxrqx7m4wM8RJ9WkdQq